# Ying Zhang
Ying Zhang (28 de mayo de 1970) es una deportista china que compitió en judo. Ganó tres medallas en el Campeonato Mundial de Judo entre los años 1989 y 1995, y dos medallas en los Juegos Asiáticos en los años 1990 y 1994.

## Palmarés internacional
| Campeonato Mundial | Campeonato Mundial    | Campeonato Mundial | Campeonato Mundial |
| Año                | Lugar                 | Medalla            | Categoría          |
| ------------------ | --------------------- | ------------------ | ------------------ |
| 1989               | Belgrado (Yugoslavia) | Medalla de bronce  | Abierta            |
| 1993               | Hamilton (Canadá)     | Medalla de bronce  | Abierta            |
| 1995               | Chiba (Japón)         | Medalla de plata   | +72 kg             |
| Juegos Asiáticos   |                       |                    |                    |
| Año                | Lugar                 | Medalla            | Categoría          |
| 1990               | Pekín (China)         | Medalla de oro     | +72 kg             |
| 1994               | Hiroshima (Japón)     | Medalla de oro     | +72 kg             |